# Pallerols del Cantó
|  | Aquest article tracta de la població del terme de Montferrer i Castellbò (Alt Urgell), per altres poblacions homònimes vegeu Pallerols. |

Pallerols del Cantó és un nucli de població del municipi de Montferrer i Castellbò, a l'Alt Urgell. El poble està situat a l'esquerra del riu de Pallerols a 1.248 metres d'altitud, esglaonat als vessants de Roca Redona, a la vall de Pallerols. Les cases són de pedra i tenen teulades de llicorella.
L'església parroquial de Sant Romà i Sant Marc ha estat molt reformada; té un campanar de torre d'època moderna acabat en teulat piramidal amb ràfec. Hi vivien 19 persones el 1991, 44 el 1960 i 34 el 1970. La festa major s'escau el primer diumenge de setembre.